# دارنيل فالنتاين
دارنيل فالنتاين (بالإنجليزية: Darnell Valentine)‏ مواليد 3 فبراير 1959 في شيكاغو، هو لاعب كرة سلة أمريكي سابق بدأ مسيرته الاحترافية في سنة 1981 وحمل الرقم 10 و14 و1. يبلغ طوله 6 قدم 1 بوصة (1.9 م). اعتزل اللعب في 1994.

## فرق لعب لها
- بورتلاند ترايل بلايزرز
- لوس أنجلوس كليبرز
- كليفلاند كافالييرز
- بالاكانسترو ريجيانا

## روابط خارجية
- دارنيل فالنتاين على موقع إن بي أي (الإنجليزية)
- دارنيل فالنتاين على موقع سبورتس رفرنس (الإنجليزية)
- دارنيل فالنتاين على موقع كلية كرة السلة في سبورتس رفرنس.كوم (الإنجليزية)
- دارنيل فالنتاين على موقع ريلجم (الإنجليزية)
- دارنيل فالنتاين على موقع بروبوليرز (الإنجليزية)
- دارنيل فالنتاين على موقع قاعة كنساس للمشاهير الرياضية (مؤرشف) (الإنجليزية)